# Laimosemion dibaphus
Laimosemion dibaphus es un pez de agua dulce la familia de los rivulines en el orden de los ciprinodontiformes.

## Morfología
De cuerpo alargado, los machos pueden alcanzar los 4 cm de longitud máxima.

## Distribución geográfica
Se encuentran en ríos de América del Sur, en la cuenca fluvial del río Amazonas.

## Hábitat
Viven en pequeños cursos de agua entre 24 y 28 °C de temperatura, de comportamiento bentopelágico y no migrador.